# Philip Ng
Philip Ng, de son vrai nom Ng Wan-lung (伍允龍, né le 16 septembre 1977), est un acteur et artiste martial américain d'origine hongkongaise, actif dans le cinéma d'action hongkongais.

## Biographie
Né à Hong Kong de Sam Ng et Frances Ng, Philip Ng émigre aux États-Unis avec sa famille à l'âge de sept ans et grandit à Chicago. Il étudie la boxe Hung-gar auprès de son oncle, ainsi que la boxe Choy Lee Fut, auprès de son père. À l'âge de 13 ans, il commence à étudier le Wing chun avec son oncle, Alan Ang, et le taekwondo auprès de Woon S. Shim. Pour poursuivre son apprentissage du Wing chun, il se rend à Hong Kong pendant les étés et devient l'élève de Wong Shun-leung, avec qui il s'entraîne jusqu'au décès de ce-dernier début 1997. Avant sa mort, il encourage Ng à commencer à former des étudiants américains pour devenir des partenaires de formation.
Ng fonde l'association Illini Wing Chun à l'université de l'Illinois à Urbana-Champaign et passe cinq ans en tant que président du club et instructeur en chef. Le temps passé à l'université lui permet non seulement d'être diplômé en éducation, mais l'entraînement et la pratique avec d'autres artistes martiaux lui permet d'acquérir les connaissances et les compétences nécessaires à d'autres arts martiaux tels que le jiu-jitsu brésilien, la boxe occidentale, le muay-thaï et le Kali Arnis Eskrima.
Ng enseigne pendant un an puis décide de réaliser son rêve de jouer dans des films d'arts martiaux. Il quitte son emploi et déménage à Hong Kong pour essayer de se lancer dans le cinéma. Il est présenté à Chin Ka-lok, un réalisateur de films d'action qui a besoin de quelqu'un avec l'expérience de Ng pour former les acteurs et devient assistant chorégraphe sur un film. Il gravit les échelons comme cascadeur et figurant jusqu'à ce qu'il obtienne un rôle important dans Once Upon a Time in Shanghai (en) en 2014. Il est choisi pour interpréter Bruce Lee dans le biopic La Naissance du Dragon en 2016, qui est présenté en avant-première au Festival international du film de Toronto le 13 septembre 2016.

## Filmographie

### Cinéma
- 2003 : The Twins Effect
- 2004 : New Police Story
- 2004 : Enter the Phoenix
- 2005 : House of Fury
- 2005 : Fight For Love
- 2005 : Dragon Squad
- 2006 : Marriage with a Fool
- 2006 : Undercover Hidden Dragon
- 2007 : Irreversi
- 2007 : Love Is Not All Around
- 2007 : Invisible Target
- 2008 : Playboy Cops
- 2008 : Sixth Floor Rear Flat 2: Happy Funeral
- 2009 : Tactical Unit - Human Nature
- 2009 : Somebody to Love
- 2009 : Bodyguards and Assassins
- 2011 : Treasure Inn
- 2011 : Beach Spike
- 2011 : Treasure Hunt
- 2011 : Big Blue Lake
- 2012 : Mr. and Mrs. Gambler
- 2012 : Naked Soldier
- 2013 : Young and Dangerous: Reloaded
- 2013 : Princess and the Seven Kung Fu Masters
- 2014 : Once Upon a Time in Shanghai (en)
- 2014 : From Vegas to Macau
- 2014 : Sifu vs Vampire
- 2014 : Zombie Fight Club
- 2015 : Wild City
- 2016 : Undercover Punch and Gun
- 2016 : La Naissance du Dragon
- 2017 : Colour of the Game
- 2017 : Chasing the Dragon
- 2019 : The Sexy Guys
- 2020 : Enter the Fat Dragon
- 2024 : City of Darkness

### Séries TV
| Année | Titre                       | Rôle                   | Notes                   |
| ----- | --------------------------- | ---------------------- | ----------------------- |
| 2018  | Fist Fight                  | Ho Tit Nam (Fer)       |                         |
| 2018  | The Great Adventurer Wesley |                        |                         |
| 2016  | A Fist Within Four Walls    | Lung Shing-fu          |                         |
| 2012  | Elite Brigade 2             | Tai Wai-hin            |                         |
| 2012  | Kung Fu Quest 2             | Présentateur           | Documentaire de la RTHK |
| 2011  | Elite Brigade               | Dee                    |                         |
| 2010  | Kung Fu Quest               | Présentateur           | Documentaire de la RTHK |
| 2007  | Wing Chun                   | Chan Wah-shun          |                         |
| 2004  | Dragonfly: Invincible       | Leo                    |                         |
| 2004  | Made In Hong Kong           | Sujet principal/acteur | Documentaire romancé    |

### Chorégraphe ou directeur de scènes d'action
| Année | Titre                         | Rôle                           |
| ----- | ----------------------------- | ------------------------------ |
| 2016  | Undercover Punch and Gun      | Directeur de scènes d'action   |
| 2014  | Sifu vs. Vampire              | Directeur de scènes d'action   |
| 2014  | Flirting in the Air           | Directeur de scènes d'action   |
| 2014  | Zombie Fight Club             | Directeur de scènes d'action   |
| 2013  | Young and Dangerous: Reloaded | Directeur de scènes d'action   |
| 2011  | Bloodtraffick                 | Directeur de scènes d'action   |
| 2009  | Mr. & Mrs. Kok                | Directeur de scènes d'action   |
| 2008  | Kinta 1881                    | Chorégraphe de scènes d'action |
| 2005  | Dragon Squad                  | Chorégraphe de scènes d'action |
| 2005  | Mulawin: The Movie            | Chorégraphe de scènes d'action |
| 2003  | Star Runner                   | Chorégraphe de scènes d'action |